# Смирнов, Игорь Константинович
И́горь Константи́нович Смирно́в (14 февраля 1931 года, Архангельск — 21 апреля 2013 года) — советский и российский учёный, экономист, специалист по философии политической экономии. Доктор экономических наук, профессор кафедры экономической теории Санкт-Петербургского государственного университета, в котором трудился более полувека, заслуженный деятель науки Российской Федерации (1999), действительный член Академии гуманитарных наук России. В 1979 году удостоился премии ЛГУ за лекторское и педагогическое мастерство. Называется основателем ленинградской школы экономистов-экологов.

## Биография
Потомок русских дворян.
Окончил с отличием экономический и юридический факультеты, получив два соответствующих высших образования. С 1957 г. в Ленинградском отделении института Гидропроект, прошёл путь от инженера, руководителя группы, до главного инженера и начальника отдела подготовки водохранилищ гидроэлектростанций.
С 1962 г. доцент на экономическом факультете ЛГУ, а в 1969—1972 гг. заведовал кафедрой политической экономии Ленинградского сельскохозяйственного института. С 1972 г. профессор, в 1980—1992 гг. заведующий кафедрой политической экономии Института повышения квалификации преподавателей общественных наук при ЛГУ. В 1992—2004 гг. заведовал кафедрой экономики и права Республиканского гуманитарного института СПбГУ. С 2004 г. профессор кафедры экономической теории экономического факультета СПбГУ. Являлся сопредседателем журнала «Проблемы современной экономики».
Кандидатская и докторская диссертации посвящены вопросам рационального природопользования и экономической оценки земли.
Под его началом подготовлено более 60 кандидатских диссертаций, являлся научным консультантом более 20 докторантов. В частности, у него защитил кандидатскую и докторскую диссертации на экономическом факультете Ленинградского университета Н. Ф. Газизуллин.
17 февраля 2016 г. состоялся круглый стол «Философские и методологические основания экономической науки», посвященный памяти Игоря Константиновича Смирнова.
Автор более 300 научных публикаций.
- Метод исследования экономического закона движения капитализма в «Капитале» К. Маркса / И. К. Смирнов. — Л. : Изд-во ЛГУ, 1984. — 151 с.
- Смирнов И. К. Формально-логическое и диалектическое противоречия / И. К. Смирнов // Проблемы современной экономики. — 2012. — № 4. — С. 29-33.